# Сотир Антониади
Сотир Антониади е български политик, османски лекар от гръцки произход.

## Биография
Роден е през 1843 година в Станимака (днес Асеновград), Османска империя. Първоначално учи в централното гръцко училище в Пловдив, а после и в гимназия в Атина. След това учи медицина във Виена и 2 години работи в Париж.
Антониади е депутат в Областното събрание на Източна Румелия, а през 1885 г. – и в Народното събрание на Княжество България. Между 26 януари и 21 април 1883 г. за кратко е изпълняващ длъжността кмет на Пловдив.
През 1915 г. се преселва в Гърция. Днес неговата къща заедно с построената през 1872 г. аптека са част от Архитектурно-историческия резерват „Старинен Пловдив“.
Умира през 1928 година в Гърция на 85-годишна възраст.